# Fabricio Fontanini
Fabricio Bautista Fontanini (n. Rafaela Santa Fe, Argentina; 30 de marzo de 1990) es un ex futbolista argentino. Jugaba como defensor y su último equipo fue Atlético de Rafaela de la Primera Nacional.

## Trayectoria

### Atlético Rafaela
Realizó las inferiores en el club rafaelino. Hizo su debut en el Nacional B en la temporada 2007/2008 en la fecha 31 frente a Platense ingresando desde el banco de suplentes a los 43 minutos del segundo tiempo el encuentro terminaría 2-1 para el conjunto de Rafaela. Con Atlético desde su debut hasta mediados de 2010, disputó 70 partidos y marcó 3 goles, además de haber jugado las promociones del 2009 y del 2010 ambas frente a Gimnasia de La Plata, en donde en 2009 jugó por primera vez ante un equipo de la máxima categoría por la recordada Promoción que dejó a Rafaela en la B, después de ganar y perder 3-0., pero en el año 2011 el club rafaelino conseguiría su vuelta a primera a través de ascenso directo de la mano de Carlos Trullet como director técnico.
Con el ascenso consumado, el 19 de julio de 2011 sería prestado por un año a Quilmes.

### Quilmes
En Quilmes jugaría la temporada 2010/2011 de la Primera División. y con tan solo 20 años se afianzaría como titular indiscutido del equipo. En Quilmes debutó en un torneo de Primera División, al empatar 1-1 contra Colón. En el "cervecero" disputaría un total de 35 partidos de los 38 respectivos y con muy buenas actuaciones en su primera temporada en la máxima división del fútbol argentino.

### Vuelta a Rafaela
De vuelta en Rafaela, debutó en ese en primera división y disputó en su primera temporada un total de 34 partidos y marcó 4 goles.
En su segunda temporada en Rafaela, disputó 33 partidos y marcó dos goles. Debido a grandes actuaciones y por confesar su fanatismo, en julio de 2013, es transferido a San Lorenzo de Almagro a cambio de 5 millones de pesos por el 50% del pase, y firmó contrato por 3 años.

### San Lorenzo de Almagro
Después de su salida de Atlético de Rafaela, para la temporada 2013/14 llegó a San Lorenzo de Almagro. Cuando llegó al club, no pudo hacer la pretemporada, ya que llegó lesionado, lesión que duraría un mes y medio. Esta lesión se extendió por casi tres meses hasta que pudo hacer su debut en el ciclón en la fecha 14 del Torneo Inicial 2013, entrando a los 33 minutos del segundo tiempo en el clásico frente a Boca Juniors, el cual fue triunfo para San Lorenzo por 1 a 0. 
Fontanini, aunque haya jugado solo cuatro partidos, sería uno de los jugadores que saldría campeón en su primer torneo con el club.

### Vicenza Calcio
El 24 de julio de 2016, firma con el Vicenza Calcio de la Serie B de Italia después de que se le terminara el contrato con San Lorenzo y este no le fuese renovado.

### O'Higgins
El 27 de enero de 2017 se confirma la llegada al O'Higgins por una temporada, club que juega en la Primera División de Chile.

### Aucas
El 9 de junio de 2021 fue anunciado por Sociedad Deportiva Aucas de la Serie A de Ecuador.

## Selección nacional
En el 2007, Fontanini integró el seleccionado juvenil sub-17 para enfrentar los Juegos Panamericanos de Brasil de ese año. Jugó con la camiseta número 17.

## Estadísticas

### Clubes
| Atlético de Rafaela Argentina | 2.ª                 | 2007-08             | 2   | 0  | -  | - | - | - | 2   | 0  | 0,00 |
| Atlético de Rafaela Argentina | 2.ª                 | 2008-09             | 35  | 2  | -  | - | - | - | 35  | 2  | 0,05 |
| Atlético de Rafaela Argentina | 2.ª                 | 2009-10             | 32  | 1  | -  | - | - | - | 32  | 1  | 0,03 |
| Atlético de Rafaela Argentina | 1.ª                 | 2011-12             | 34  | 4  | 1  | 0 | - | - | 35  | 4  | 0,11 |
| Atlético de Rafaela Argentina | 1.ª                 | 2012-13             | 33  | 2  | 1  | 0 | - | - | 34  | 2  | 0,05 |
| Atlético de Rafaela Argentina | 2.ª                 | 2022                | 16  | 1  | -  | - | - | - | 16  | 1  | 0,00 |
| Atlético de Rafaela Argentina | Total club          | Total club          | 152 | 10 | 2  | 0 | - | - | 154 | 10 | 0,06 |
| Quilmes Argentina | 1.ª                 | 2010-11             | 35  | 0  | -  | - | - | - | 35  | 0  | 0,00 |
| Quilmes Argentina | Total club          | Total club          | 35  | 0  | -  | - | - | - | 35  | 0  | 0,00 |
| San Lorenzo Argentina | 1.ª                 | 2013-14             | 14  | 0  | 1  | 0 | 2 | 0 | 17  | 0  | 0,00 |
| San Lorenzo Argentina | 1.ª                 | 2014                | 8   | 0  | 0  | 0 | 2 | 0 | 10  | 0  | 0,00 |
| San Lorenzo Argentina | 1.ª                 | 2015                | 4   | 0  | 1  | 0 | 0 | 0 | 5   | 0  | 0,00 |
| San Lorenzo Argentina | 1.ª                 | 2016                | 0   | 0  | 0  | 0 | 0 | 0 | 0   | 0  | 0,00 |
| San Lorenzo Argentina | Total club          | Total club          | 26  | 0  | 2  | 0 | 4 | 0 | 32  | 0  | 0,00 |
| Vicenza · Italia | 2.ª                 | 2016-17             | 1   | 0  | 2  | 0 | - | - | 3   | 0  | 0,00 |
| Vicenza · Italia | Total club          | Total club          | 1   | 0  | 2  | 0 | - | - | 3   | 0  | 0,00 |
| O'Higgins · Chile | 1.ª                 | C-2017              | 11  | 2  | 0  | 0 | 1 | 0 | 12  | 2  | 0,16 |
| O'Higgins · Chile | 1.ª                 | T-2017              | 15  | 0  | 4  | 1 | 1 | 0 | 20  | 1  | 0,05 |
| O'Higgins · Chile | Total club          | Total club          | 26  | 2  | 4  | 1 | 2 | 0 | 32  | 3  | 0,09 |
| Newell's Old Boys Argentina | 1.ª                 | 2017-18             | 13  | 0  | 1  | 0 | 2 | 0 | 16  | 0  | 0,00 |
| Newell's Old Boys Argentina | 1.ª                 | 2018-19             | 22  | 2  | 4  | 0 | - | - | 26  | 2  | 0,07 |
| Newell's Old Boys Argentina | 1.ª                 | 2019-20             | 2   | 1  | 1  | 0 | - | - | 3   | 1  | 0,33 |
| Newell's Old Boys Argentina | 1.ª                 | 2020                | -   | -  | 6  | 1 | - | - | 6   | 1  | 0,16 |
| Newell's Old Boys Argentina | Total club          | Total club          | 37  | 3  | 12 | 1 | 2 | 0 | 51  | 4  | 0,07 |
| Ñublense · Chile | 1.ª                 | 2021                | 2   | 0  | 0  | 0 | - | - | 2   | 0  | 0,00 |
| Ñublense · Chile | Total club          | Total club          | 2   | 0  | 0  | 0 | - | - | 2   | 0  | 0,00 |
| Aucas · Ecuador | 1.ª                 | 2021                | 15  | 0  | -  | - | - | - | 15  | 0  | 0,00 |
| Aucas · Ecuador | Total club          | Total club          | 15  | 0  | -  | - | - | - | 15  | 0  | 0,00 |
| Total en su carrera | Total en su carrera | Total en su carrera | 294 | 15 | 22 | 2 | 8 | 0 | 324 | 17 | 0,05 |
| (1) Las copas nacionales se refiere a la Copa Argentina, a la Copa Italia y a la Copa Chile. (2) Las copas internacionales se refiere a la Copa Libertadores y a la Copa Sudamericana. (3) Media de goles por encuentro. No incluye goles en partidos amistosos. |                     |                     |     |    |    |   |   |   |     |    |      |

## Palmarés

### Campeonatos nacionales
| Título              | Club        | País      | Año    |
| ------------------- | ----------- | --------- | ------ |
| Primera División    | San Lorenzo | Argentina | I-2013 |
| Supercopa Argentina | San Lorenzo | Argentina | 2015   |

### Campeonatos internacionales
| Título            | Club        | Sede         | Año  |
| ----------------- | ----------- | ------------ | ---- |
| Copa Libertadores | San Lorenzo | Buenos Aires | 2014 |